# NGC 283
NGC 283 là một thiên hà xoắn ốc trong chòm sao Kình Ngư. Nó được phát hiện vào ngày 2 tháng 10 năm 1886 bởi Francis Leavenworth.